# 国鉄タキ14500形貨車
国鉄タキ14500形貨車（こくてつタキ14500がたかしゃ）は、かつて日本国有鉄道（国鉄）及び1987年（昭和62年）4月の国鉄分割民営化後は日本貨物鉄道（JR貨物）に在籍した私有貨車（タンク車）である。

## 概要
本形式は、ジメチルホルムアミド専用の35t 積タンク車として1968年（昭和43年）12月23日に2両（タキ14500 - タキ14501）が日立製作所にて製作された。
本形式の他にジメチルホルムアミド専用種別とする形式は、他に例がなく唯一の存在であった。
所有者は、日産化学工業でありその常備駅は越後交通長岡線の西長岡駅であったが、日産化学工業長岡工場の閉鎖に伴い1974年（昭和49年）7月に常備駅は高山本線の速星駅へ移動した。
タンク体は純度保持のためステンレス鋼製であり、落成時は無塗装（地色）であったがその後黒色に塗装された。
荷役方式はタンク上部にある液入れ管からの上入れ、液出管からの上出し式である。荷降ろしの際には空気管よりの加圧空気を併用した。液出管及び空気管はS字管を装備した。
1979年（昭和54年）10月より化成品分類番号「燃30」（燃焼性の物質、引火性液体、危険性度合3（小））が標記された。
寸法関係は全長は12,900mm、全幅は2,635mm、全高は3,815mm、台車中心間距離は9,100mm、実容積は36.8m3、自重は15.7t、換算両数は積車5.0、空車1.6であり台車はベッテンドルフ式のTR41Cである。
1987年（昭和62年）4月の国鉄分割民営化時には全車の車籍がJR貨物に継承されたが、2002年（平成14年）6月全車一斉に廃車となり同時に形式消滅となった。